# Магдалена (Сонора)
Магдалена (исп. Magdalena) — муниципалитет в Мексике, штат Сонора, с административным центром в городе Магдалена-де-Кино. Численность населения, по данным переписи 2020 года, составила 33 049 человек.

## Общие сведения
Название Magdalena дано в честь святой Марии Магдалены.
Площадь муниципалитета равна 1239,4 км², что составляет 0,7 % от площади штата, а наиболее высоко расположенное поселение Эль-Охо-де-Агуа, находится на высоте 1034 метра.
Он граничит с другими муниципалитетами Соноры: на севере с Ногалесом, на востоке с Имурисом, на юге с Кукурпе и Санта-Аной, и на западе с Тубутамой.

## Учреждение и состав
Муниципалитет был образован в 1825 году, по данным 2020 года в его состав входит 145 населённых пунктов, самые крупные из которых:
| Код INEGI                  | Населённый пункт                                                                                     | Численность населения (2005 год) | Численность населения (2010 год) | Численность населения (2020 год) |
| -------------------------- | --- | -------------------------------- | -------------------------------- | -------------------------------- |
| 036                        | Всего                                                                                                | 25500                            | 29707                            | 33049                            |
| 0001                       | Магдалена-де-Кино (исп. Magdalena de Kino) 30°37′49″ с. ш. 110°58′10″ з. д. (административный центр) | 23101                            | 26605                            | 30429                            |
| 0220                       | Сан-Игнасио (исп. San Ignacio) 30°41′48″ с. ш. 110°55′26″ з. д.                                      | 720                              | 1140                             | 874                              |
| 0098                       | Эль-Тасикури (исп. El Tasícuri) 30°39′43″ с. ш. 110°56′08″ з. д.                                     | 399                              | 545                              | 577                              |
| 0075                       | Ла-Себолья (исп. La Cebolla) 30°44′36″ с. ш. 111°09′29″ з. д.                                        | 141                              | 234                              | 198                              |
| 0059                       | Ла-Мисьон (исп. La Misión) 30°37′00″ с. ш. 110°59′45″ з. д.                                          | 123                              | 193                              | 175                              |
| 0089                       | Сан-Лоренсо (исп. San Lorenzo) 30°36′45″ с. ш. 111°01′55″ з. д.                                      | 114                              | 134                              | 135                              |
| 0211                       | Эль-Ранчито (исп. El Ranchito) 30°40′18″ с. ш. 110°56′06″ з. д.                                      | 2                                | 98                               | 109                              |
| —                          | Прочие                                                                                               | 900                              | 758                              | 552                              |
| Названия на карте Генштаба | |                                  |                                  |                                  |

## Экономическая деятельность
По статистическим данным 2000 года, работоспособное население занято по секторам экономики в следующих пропорциях:
- сельское хозяйство, скотоводство и рыбная ловля — 9,9 %;
- промышленность и строительство — 38,3 %;
- торговля, сферы услуг и туризма — 47,7 %;
- безработные — 4,1 %.

## Инфраструктура
По статистическим данным 2020 года, инфраструктура развита следующим образом:
- электрификация: 99,2 %;
- водоснабжение: 97,4 %;
- водоотведение: 98,9 %.